# Karan Armstrong
Ne doit pas être confondu avec Karen Armstrong.
Karan Armstrong, née le 14 décembre 1941 au Havre et morte le 28 septembre 2021 à Marbella, est une soprano américaine, reconnue en tant qu'actrice chanteuse.
Armstrong est une soprano de premier plan du Deutsche Oper Berlin. Elle est apparue dans des premières mondiales, dont Jesu Hochzeit de Gottfried von Einem et Un re in ascolto de Luciano Berio. Elle reçoit le titre de Kammersängerin à deux reprises.

## Biographie
Armstrong est née le 14 décembre 1941 au Havre, dans le Montana. Initialement formée en tant que pianiste, elle obtient un diplôme de musique du Concordia College en 1963. Elle étudie ensuite avec Lotte Lehmann à Santa Barbara, en Californie. Elle fait ses débuts à l'opéra en 1965 avec une compagnie secondaire à San Francisco, dans le rôle de Musetta dans La bohème de Puccini. Elle fait sa première apparition avec le San Francisco Spring Opera l'année suivante, dans le rôle d'Elvira dans L'italiana in Algeri de Rossini.
En 1966, Armstrong remporte les auditions du Conseil national du Metropolitan Opera, ce qui la conduit à jouer de petits rôles en son sein. Elle y apparaît pour la première fois le 2 octobre 1966, en tant que servante dans Die Frau ohne Schatten de Richard Strauss, dirigé par Karl Böhm, aux côtés de Leonie Rysanek et Christa Ludwig. Elle continue à se produire régulièrement au Met jusqu'au printemps 1969, dans des rôles tels que le Paggio dans Rigoletto de Verdi (face à Cornell MacNeil), Annina dans La traviata de Verdi (avec Virginia Zeani dans le rôle-titre) et la Fée de la rosée dans Hänsel und Gretel (avec Teresa Stratas comme Gretel),.
Elle signe avec le New York City Opera, et fait sa première apparition avec cette compagnie en tant que Reine de Chémakhâ dans Le coq d'or de Rimsky-Korsakov en 1969. Elle fait des apparitions dans ce théâtre à plusieurs reprises jusqu'en 1977, chantant des rôles tels que Conceptión dans L'heure espagnole de Ravel, Blonde dans Die Entführung aus dem Serail de Mozart. Puis elle obtient le premier rôle dans La traviata, La belle Hélène d'Offenbach et La fanciulla del West de Puccini, entre autres.
Elle se produit pour la première fois en Europe en 1974, dans le rôle de Micaëla dans Carmen de Bizet à l'Opéra du Rhin de Strasbourg. L'année suivante, elle fait sensation avec son interprétation de Salomé de Richard Strauss. D'autres représentations en Europe suivent notamment dans le rôle principal de la Tosca de Puccini à La Fenice à Venise, et Elsa dans Lohengrin du Festival de Bayreuth de 1979, réalisé par son futur mari, Götz Friedrich. Cette performance est par la suite enregistrée et filmée.
Elle rejoint Berlin où elle s'installe et contribue à façonner la réputation du Deutsche Oper Berlin pendant près de quarante ans, à travers plus de 400 représentations et 24 rôles différents. Elle est reconnue pour donner à ses rôles une crédibilité psychologique. Elle se produit également ailleurs en Europe : à Vienne, à Paris, au Royal Opera House (en tant que Lulu de Berg, que Robert Craft a décrite comme « chantée avec précision et parfaitement interprétée ») , mais aussi ailleurs dans le monde, à  Los Angeles et au Théâtre Bolchoï de Moscou entre autres.
En 1985, Armstrong est nommée Kammersängerin à Stuttgart ; et reçoit finalement le titre en 1994 à Berlin.
Armstrong meurt à Marbella, en Espagne, le 28 septembre 2021 à l'âge de 79 ans.